# Домантас Сабонис
Домантас Сабонис (на литовски: Domantas Sabonis) е литовски баскетболист, играещ като тежко крило или център за отбора на Сакраменто Кингс в НБА. Син е на легендарния баскетболист Арвидас Сабонис и е роден в Портланд по време на престоя на Арвидас в Портланд Трейл Блейзърс.

## Клубна кариера
Започва кариерата си в Уникаха Малага, където дебютира само на 16 години в мач срещу Цибона Загреб. През сезон 2012/13 е даден под наем да се обиграва в Клиникас Ринкон. На 18 октомври 2013 г. записва първия си двубой в Евролигата, който е срещу Олимпиакос. Домантас е един от най-челно класираните в класацията за най-добър млад играч на сезона в турнира. По време на престоя си в Уникаха не подписва професионален договор, за да може да премине в САЩ.
През 2014 г. става студент в колежа Гонзага, като играе за местния Гонзага Булдогс в NCAA. За новия си тим дебютира с 14 точки и 8 борби. В първия си сезон Сабонис записва средно 9.7 точки на мач и 7.1 борби в 38 двубоя. Помага на Булдогс да се класират за финала на Южния регион, загубен от Дюк. През сезон 2015/16 Сабонис е сред лидерите на Гонзага, като е избран и в Третия най-добър отбор на NCAA за сезона и е сред финалистите за наградата на името на Карим Абдул-Джабар за най-добър център в лигата.
През лятото на 2016 г. е изтеглен под номер 11 в драфта на НБА от Орландо Меджик, но е разменен като част от сделката за Серж Ибака и отива в Оклахома Сити Тъндър. Литовецът става първият играч от Кевин Дюрант насам, дебютирал за „гръмотевиците“ в стартовата петица. Това се случва в мач с Филаделфия 76ърс. Участва в сборния отбор на изгряващите звезди в Мача на звездите през януари 2017 г. През 2016/17 играе в 81 мача от редовния сезон, като е титуляр в 66.
През 2017/18 е разменен в Индиана Пейсърс. Домантас бързо се утвърждава в новия си тим като основен играч и подобрява значително статистиката си от предния сезон. През януари 2018 г. отново участва в Отбора на изгряващите звезди, като записва 13 точки и 11 борби.

## Национален отбор
Преминава през различните младежки национални гарнитури. Първият му голям форум в националния отбор на Литва е Евробаскет 2015, където момчетата на Йонас Казлаускас печелят сребърните медали. Участва и на Олимпиадата в Рио през 2016 г., където записва средно 5.5 точки на мач.